# 十戒の石板を破壊するモーセ
『十戒の石板を破壊するモーセ』（じっかいのせきばんをはかいするモーセ、蘭: Mozes vernietigt de Tafelen der Wet, 独: Moses mit den Gesetzestafeln, 英: Moses Breaking the Tablets of the Law）あるいは『モーセと十戒の石板』（英: Moses with the Tablets of the Law）は、オランダ黄金時代の巨匠レンブラント・ファン・レインが1659年に制作した絵画である。油彩。主題は『旧約聖書』「出エジプト記」で語られているシナイ山での十戒の授与と黄金の子牛の礼拝から取られている。プロイセン国王フリードリヒ2世およびフリードリヒ・ヴィルヘルム3世に所有されたことが知られており、現在はベルリンの絵画館に所蔵されている。

## 主題
ユダヤ人を率いたモーセはエジプトを脱出したのち、シナイ山の麓で野営した。唯一神は山頂からモーセを呼んで契約を守るよう告げた。それから3日後の朝、シナイ山の山頂が分厚い雲と雷で覆われ、ラッパの音が鳴り響いたため人々はみな震えた。モーセが山頂に登って神に会うと、神は自らの指で石板に十戒を刻みつけたうえでモーセに与えた。ところがモーセがなかなか帰ってこないため、地上の人々は不安に駆られてモーセの兄アロンに神像を造ることを求めた。そこでアロンは人々に金の耳飾りを集めさせ、それらを溶かして黄金の子牛の像を作った。さらに像を祭壇に置いて宴を催した。モーセは山から降りて来ると、人々が黄金の子牛の像の周りで踊っているのを見た。モーセは憤慨して、シナイ山のふもとで石板を投げつけて叩き壊し、神は黄金の子牛の像を礼拝した人々を滅ぼした。その後、神はモーセに最初に授けた石板と同様のものを作らせ、シナイ山の山頂で再び石板に十戒を記した。モーセが新しい石板を持って山を下りてくると、人々はモーセの顔が光を放っているのを見たため、恐れて近づかなかった。

## 作品
レンブラントは十戒の石板を高く掲げたモーセを描いている。2枚の石板はいずれも黒色であり、十戒はヘブライ文字で記されている。モーセの顔は光で照らされ、額の上の髪は角のような形をしているように見える。モーセの身体は等身大よりわずかに大きく、画面の前景に立った姿をローアングルから半身像として描いている。それによってモーセに表現力豊かな存在感を与えており、かつ印象的な光の処理によりその存在感をさらに強化している。構図は高く上げた両腕と黒い石板によって囲まれたモーセの頭部が中心となっている。
レンブラントが石板の破壊される瞬間を描いているのか、それとも新しい石板の提示を描いているのかという問題については明確な答えは出ない。少なくともレンブラントは当初は石板の破壊を描こうとしていたと考えられている。初期の構想ではモーセが高く掲げた石板はさらに左後方に配置されており、明らかに手に持った石板を破壊する瞬間を描写していたことを示唆している。対照的に、その修正された石板をモーセの頭上にまっすぐ持ち上げた姿勢は、石板の破壊ではなく提示であることを示唆している。またモーセの表情が怒りではなく懸念を表しているように見えることはこの解釈を裏付けている。
加えてモーセの頭部が光で照らされ、モーセの髪を角のような形で描いている点は、おそらく再度十戒を授けられてシナイ山を降りてきたモーセの顔が輝いて見えたという『旧約聖書』の記述を反映している。「輝く」という言葉はヘブライ語の「角」と関連しているため、中世以降、モーセの頭部を角のような輝きとともに描写する例が数多く見出される。そこでレンブラントはモーセの髪を角のように形作ることでそれを表現したと考えられる。
ほとんどモノクロに見える絵画の外観は、顔料の深刻な灰色化と部分的に黄色く変色したワニスに起因している。実際にもともと絵画はもっと色彩豊かであった。
十戒のヘブライ語のテキストはほぼ完全に誤りなく記されている。署名と日付は画面右下に書き込まれている。

## 来歴
絵画の制作経緯や初期の来歴は不明である。1763年以降、プロイセン国王フリードリヒ2世のコレクションとしてポツダムのサンスーシ宮殿の多くの目録に記録されている。その後、絵画はフリードリヒ・ヴィルヘルム3世に相続され、1794年にサンスーシ宮殿、1829年にサンスーシ絵画館で記録されている。ベルリンの絵画館に所蔵されていた絵画は1830年から1904 年にかけてカイザー・フリードリヒ美術館に移された。第二次世界大戦中の1941年から1942年にかけて、絵画館の他の絵画とともにベルリンのフリードリヒスハイン区の高射砲塔に移されたのち、1945年3月にカイセロダ＝メルカース塩採掘場（the salt mines of Kaiseroda-Merkers）に運ばれ、4月17日にアメリカ軍によって発見・没収されるまで保管された。その後、これらの美術品はヴィースバーデン美術館に設けられたヴィースバーデン中央収集ポイントに運ばれ、一時的に保管された。さらに同年11月20日から12月7日まで、絵画館の200以上の芸術作品とともに、ワシントンD.C.のナショナル・ギャラリーに移された。おそらく3年後の1948年4月、絵画は再びヴィースバーデンに戻され、翌1949年にはアメリカ合衆国は管財権をヘッセン州に引き渡した。1956年以降、絵画館の芸術作品は正式にヴィースバーデンからベルリンに返還された。

## ギャラリー

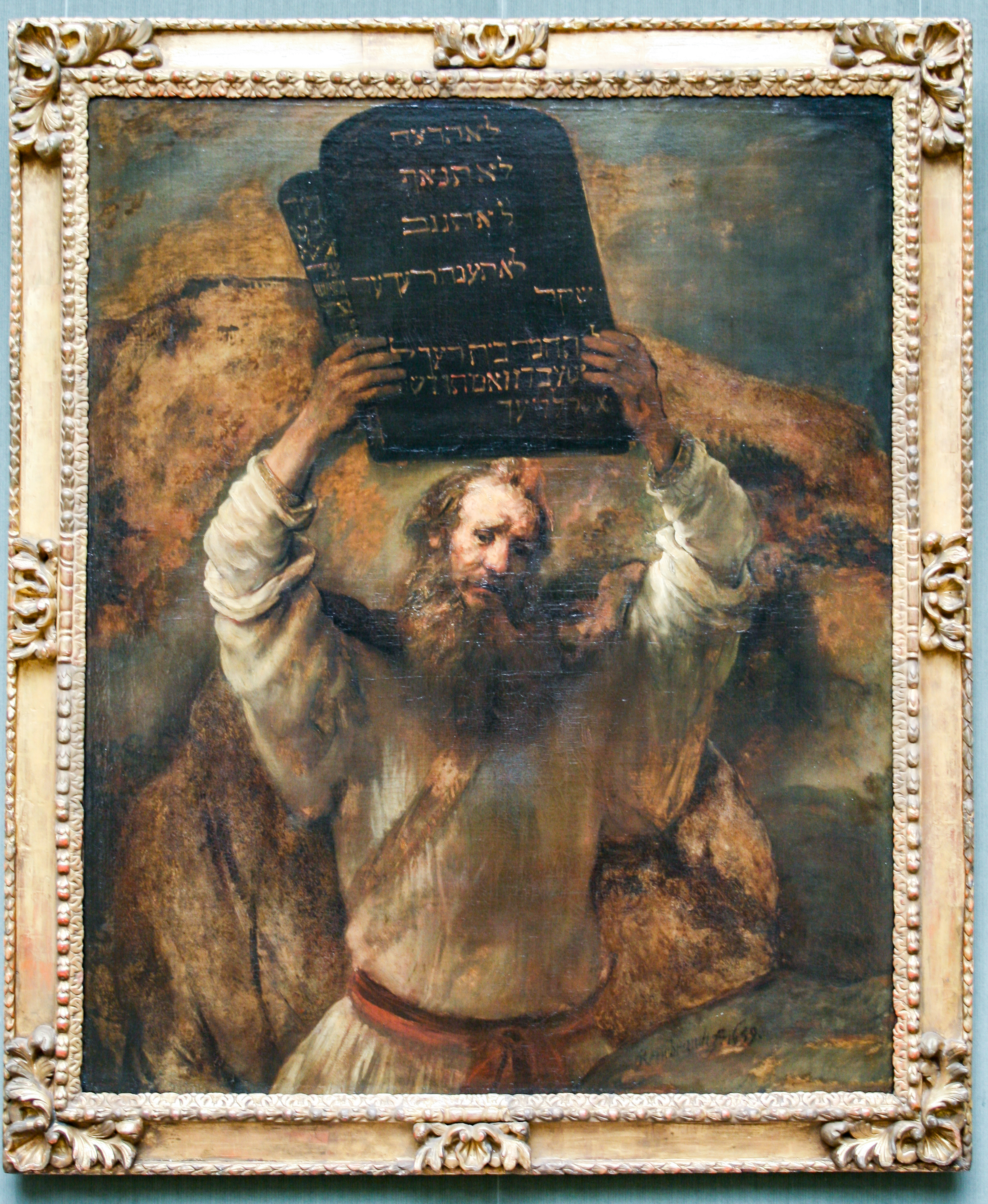
額縁
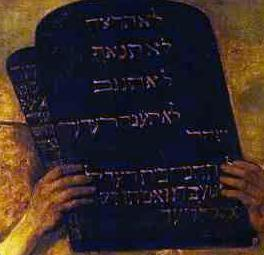
ヘブライ文字で記された十戒
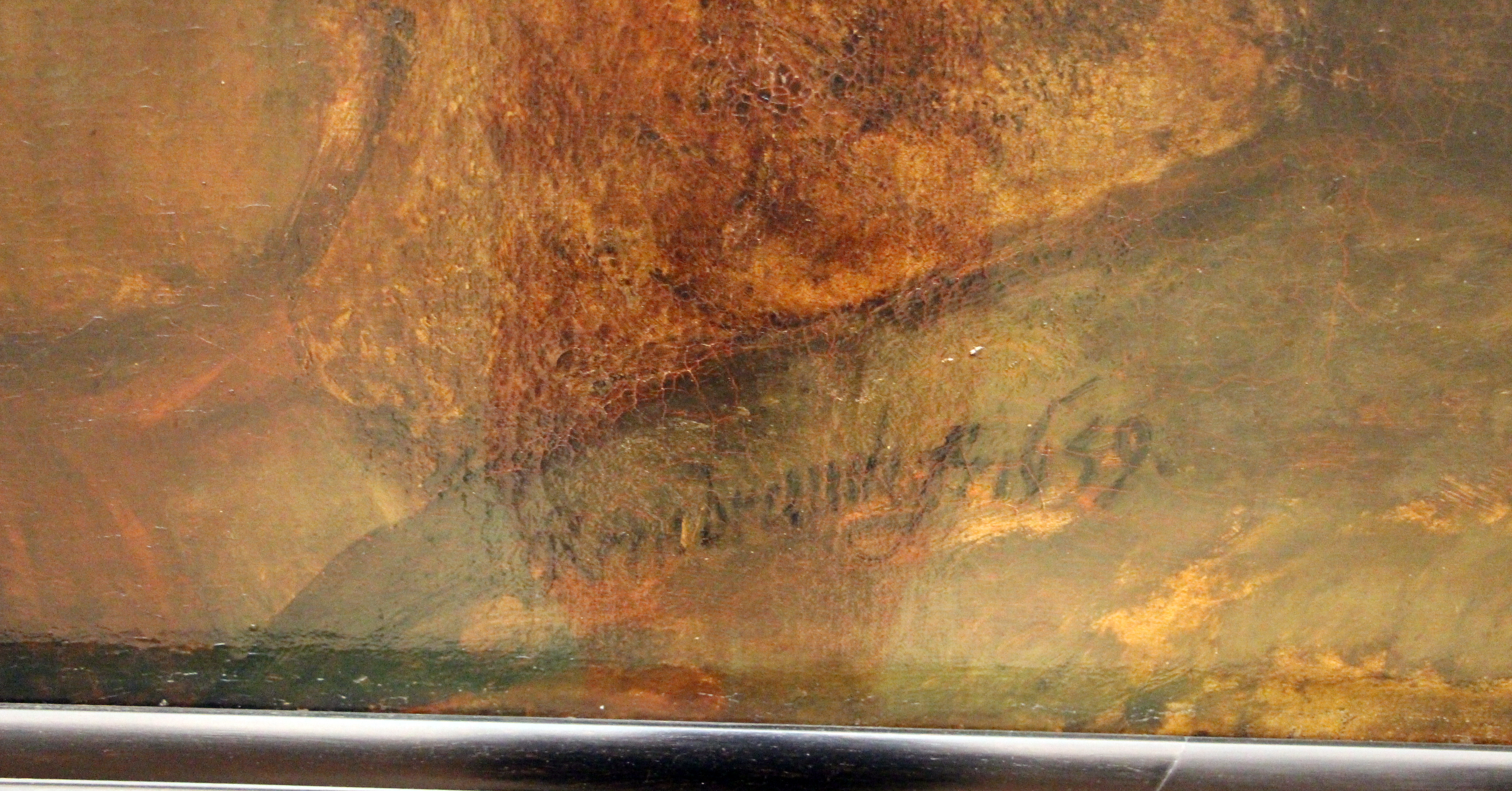
署名と日付